# Карасюк Роман Іванович
Рома́н Іва́нович Карасю́к (нар. 27 березня 1991, Володимир-Волинський) — український футболіст, півзахисник клубу «Рух». Виступав за юнацьку збірну України.

## Біографія
Вихованець місцевого аматорського клубу «БРВ-ВІК», у якому поступово зміг пробитись до основного складу команди, за який дебютував у аматорському чемпіонаті 14 травня 2008 року. Після завершення сезону, молодого гравця помітили скаути «Волині», з якою Роман влітку 2008 року підписав свій перший професійний контракт. А 11 жовтня 2008 року гравець дебютував за новий клуб у професійному футболі у матчі проти «Динамо-2» (Київ), який завершився з рахунком 1:1.
У сезоні 2009—10 допоміг клубу зайняти друге місце в першій лізі та піднятися в елітний дивізіон. У Прем'єр-лізі дебютував в кінці сезону — 8 травня 2011 року у 28 турі в домашньому матчі проти харківського «Металіста». Того самого року відсвяткував своє 20-річчя.
У 2013 році перейшов на правах оренди в «Сталь» з Алчевська. За «Сталь» зіграв 7 матчів та отримав 1 червону картку. Влітку 2013 року повернувся з оренди у «Волинь». Грав у команді під 5 номером. 
У червні 2014 року «Волинь» розірвала контракт з Романом і Карасюк перейшов у першолігову дніпродзержинську «Сталь», з якою за результатами першого сезону зайняв друге місце та вийшов у Прем'єр-лігу, де провів наступні два сезони.
Влітку 2017 року разом із одноклубником Олександром Бандурою перейшов до складу новачка Прем'єр-ліги рівненського «Вереса»,

## Досягнення
- Срібний призер чемпіонату України в першій лізі: 2009/10, 2014/15